# 40 Camelopardalis
40 Camelopardalis, som är stjärnans Flamsteed-beteckning, är en ensam stjärna i den sydvästra delen av stjärnbilden Giraffen. Den har en skenbar magnitud på ca 5,37 och är svagt synlig för blotta ögat där ljusföroreningar ej förekommer. Baserat på parallaxmätning inom Hipparcosuppdraget på ca 5,4 mas, beräknas den befinna sig på ett avstånd på ca 600 ljusår (ca 185 parsek) från solen. Den rör sig bort från solen med en heliocentrisk radialhastighet på ca 8,5 km/s.

## Egenskaper
40 Camelopardalis är en orange till röd jättestjärna av spektralklass K3 III, som har förbrukat förrådet av väte i dess kärna och utvecklats bort från huvudserien. Den har en radie som är ca 39 solradier  och utsänder ca 424 gånger mera energi än solen från dess fotosfär vid en effektiv temperatur på ca 4 200 K.
Det finns en optisk följeslagare av magnitud 11,50, som var belägen med en vinkelseparation av 104,20 bågsekunder vid en positionsvinkel på 355° från 40 Camelopardalis år 2010.